# Frans Alexander van Rappard
Frans Alexander ridder van Rappard (Utrecht, 24 april 1793 - aldaar, 19 februari 1867) was een Nederlandse ambtenaar.

## Leven en werk
Van Rappard was een zoon van Carel Paul George ridder van Rappard en van Maria Anna van der Hoop. Van Rappard begon in 1808 zijn loopbaan bij het landdrostambt van Utrecht. Vanaf 1814 werkte hij vervolgens bij het departement van Oorlog, waarvan hij van 1842 tot 1860 het ambt van secretaris-generaal vervulde en daarna raadadviseur was.
Van Rappard was grootmeester nationaal van de vrijmetselaarsorde in Nederland; hij vertegenwoordigde prins Frederik het hoofd der orde in Nederland. Hij was ridder en commandeur in de Orde van de Nederlandse Leeuw. Hij werd geridderd in Orde van de Eikenkroon met de Ster en ridder grootkruis van deze orde. Van Rappard trouwde op 21 augustus 1822 te 's-Gravenhage met jkvr. Ewoudina Louisa Elisabeth Storm van 's Gravensande. Uit dit huwelijk werden acht kinderen geboren. Hij was een oudere broer van de minister van binnenlandse zaken Anthony Gerhard Alexander ridder van Rappard, die bij hem woonde. Na zijn betrekking neergelegd te hebben verliet hij in 1864 Den Haag en vestigde zich in zijn geboortestad Utrecht, waar hij in 1867 overleed.